# Scheggia e Pascelupo
Scheggia e Pascelupo es una localidad y comune italiana de la provincia de Perugia, región de Umbría, con 1.507 habitantes.

## Evolución demográfica
| Gráfica de evolución demográfica de Scheggia e Pascelupo entre 1861 y 2001 |
|                                                                            |
| Fuente ISTAT - elaboración gráfica de Wikipedia                            |